# Calodactylodes
Calodactylodes é um género de répteis escamados da família Gekkonidae.

## Espécies
Contém as seguintes espécies:
- Calodactylodes aureus
- Calodactylodes illingworthorum (originalmente descrito como Calodactylodes illingworthi, o nome foi emendado para o epíteto plural pois homenageia duas pessoas, Margaret e Percy Illingworth.[2])